# Arjun Kadhe
Arjun Kadhe (ur. 7 stycznia 1994 w Pune) – hinduski tenisista.

## Kariera tenisowa
Zawodowy tenisista od 2017 roku.
W cyklu ATP Tour jest zwycięzcą jednego turnieju gry podwójnej.
W rankingu gry pojedynczej najwyżej był na 328. miejscu (27 sierpnia 2018), a w klasyfikacji gry podwójnej na 76. pozycji (28 października 2024).

### Finały w turniejach ATP Tour
| Legenda                                      |
| -------------------------------------------- |
| Wielki Szlem                                 |
| Igrzyska olimpijskie                         |
| Tennis Masters Cup / ATP Finals              |
| ATP Masters Series / ATP Tour Masters 1000   |
| ATP International Series Gold / ATP Tour 500 |
| ATP International Series / ATP Tour 250      |

#### Gra podwójna (1–0)
| Końcowy wynik | Nr | Data                 | Turniej | Nawierzchnia  | Partner                     | Przeciwnicy                         | Wynik finału       |
| ------------- | -- | -------------------- | ------- | ------------- | --------------------------- | ----------------------------------- | ------------------ |
| Zwycięzca     | 1. | 21 października 2024 | Ałmaty  | Twarda (hala) | Rithvik Choudary Bollipalli | Nicolás Barrientos Skander Mansouri | 3:6, 7:6(3), 14–12 |